# Chant de Palestine
Pour les articles homonymes, voir Palestine.

Le chant de Palestine (« Palästinalied » ou originellement « Allerest lebe ich mir werde » en allemand) est un poème qui date du XIIIe siècle écrit par Walther von der Vogelweide, le plus fameux poète lyrique (Minnesänger) allemand du Moyen Âge. 
Le sujet en est la Palestine et les croisades. C'est l'unique chanson de Walther von der Vogelweide dont, non seulement le texte, mais aussi la mélodie originale sont parvenus à l'époque moderne.
La chanson complète comprend treize strophes en moyen haut-allemand. À l'époque actuelle, on n'interprète plus que quelques-unes de ces strophes.
La mélodie est elle même une reprise modifiée (simplifiée et accélérée) de la chanson en ancien occitan « Lanquan li jorn » du troubadour Jaufré Rudel et qui date du XIIe siècle,.

## Texte et traduction
| Palästinalied | Chant de Palestine |

| 1. Nû lebe ich mir alrêrst werde, sît mîn sündic ouge sihet daz hêre lant und ouch die erde, der man vil der êren gihet. Nû ist geschehen, des ich dâ bat: ich bin komen an die stat, dâ got mennischlîchen trat. | 1. Je suis désormais digne De voir de mes yeux de pécheur La Terre Pure et la Terre Sainte. Ce qui m'arrive Me fait tant d'honneur. Car je l'ai toujours souhaité : Je suis venu là où Dieu s'est fait homme |

| 2. Schœniu lant rîch unde hêre, swaz ich der noch hân gesehen, sô bist dûz ir aller êre. Waz ist wunders hie geschehen! Daz ein maget ein kint gebar, hêre übr aller engel schar, was daz niht ein wunder gar? | 2. Beau pays, riche et merveilleux. De tous ceux que j'ai vu Tu les surpasses tous, Quel miracle s'est produit ici! Une Vierge portait un enfant, Entourée de toute l'armée des anges, N'était ce pas merveilleux ? |

| 3. Hie liez er sich reine toufen, daz der mensche reine sî. Dô liez er sich hie verkoufen, daz wir eigen wurden frî. Anders wæren wir verlorn. Wol dir, sper, kriuze unde dorn! Wê dir, heiden! Daz ist dir zorn. | 3. Ici, le Pur a été baptisé Afin que l'humanité soit purifiée Puis Il a été vendu Afin que nous, les esclaves, soyons libérés. Sinon, nous étions perdus. Malheur à vous, païens car la Lance, la Croix Et les Épines causeront vos blessures. |

| 4. Dô er sich wolte übr uns erbarmen, hie leit er den grimmen tôt, er vil rîche durch uns armen, daz wir kœmen ûz der nôt. Daz in dô des niht verdrôz, dast ein wunder alze grôz, aller wunder übergenôz. | 4. Par pitié pour nous, Il a subi ici la mort cruelle Par pitié pour nous Lui, le Tout-puissant, s'est laissé injurier Pour que nous puissions échapper à la misère C'est un miracle incommensurable, Plus que tout autre miracle. |

| 5. Hinnen fuor der sun zer helle von dem grabe, dâ er inne lac. Des was ie der vater geselle, und der geist, den nieman mac sunder scheiden: êst al ein, sleht und ebener danne ein zein, als er Abrahâme erschein. | 5. De la tombe dans laquelle il était couché Le fils est monté aux cieux Il sera éternellement Le conseiller du Père Avec l'Esprit Saint, car personne Ne peut les séparer : ils ne font qu'un C'est ainsi qu'il est apparu à Abraham. |

| 6. Dô er den tievel dô geschande, daz nie keiser baz gestreit, dô fuor er her wider ze lande. Dô huob sich der juden leit, daz er herre ir huote brach, und daz man in sît lebendic sach, den ir hant sluoc unde stach. | 6. Depuis qu'il est revenu sur cette Terre Le Souverain n'a pas combattu De meilleure façon pour vaincre le diable De là se levait la peine des Juifs : Le Seigneur enlevait Sa protection On le voyait alors vivant, Et sa main frappait et piquait. |

| 7. Dar nâch was er in dem lande vierzic tage: dô fuor er dar, dannen in sîn vater sande. Sînen geist, der uns bewar, den sante er hin wider zehant. Heilic ist daz selbe lant: sîn name, der ist vor gote erkant. | 7. Ensuite il restait dans cette terre Pendant quarante jours. Là où le Père l'avait envoyé. Son esprit nous protège Cette Terre est Sainte, Car Dieu connaît son nom. |

| 8. In diz lant hât er gesprochen einen angeslîchen tac, dâ diu witwe wirt gerochen und der weise klagen mac und der arme den gewalt, der dâ wirt an ime gestalt. Wol ime dort, der hie vergalt! | 8. Dans le royaume dont il a parlé Existe une justice absolue, Où l'orphelin sera vengé La veuve pourra faire un procès Et les pauvres s'armer Contre la violence qu'on leur a faite Là, le bien sera récompensé |

| 9. Unser lantrehtære tihten fristet dâ niemannes klage; wan er wil dâ zestunt rihten, sô ez ist an dem lesten tage: swer deheine schulde hie lât unverebenet, wie der stât dort, dâ er pfant noch bürgen hât! | 9. Les inventions poétiques des juges de nos pays Retardent la plainte, Car Lui jugera là immédiatement, Quand le dernier jour est venu, Si quelqu'un ici garde une dette impayée Comme celui-ci se trouve là, Où il n'a ni le gage ni des répondants! |

| 10. Ír lât iuch des niht verdriezen, daz ich noch gesprochen hân? sô wil ich die rede entsliezen kurzwîlen und iuch wizzen lân, swáz got wúnders hie noch lie, mit der werlte ie begie, daz huob sich dort und endet hie. | 10. Ne vous découragez pas De ce dont j'ai parlé aujourd'hui Je terminerai mon chant bientôt en vous laissant savoir Que Dieu doit faire encore ici des miracles. Il a commencé à en faire sur Terre, Et ce qu'il a commencé là il le terminera ici. |

| 11. Kristen, juden unde heiden jehent, daz diz ir erbe sî: got müeze ez ze rehte scheiden durch die sîne namen drî. Al diu werlt diu strîtet her. Wir sîn an der rehten ger: reht ist, daz er uns gewer. | 11. Chrétiens, Juifs et profanes Affirment que c'est leur héritage ! Dieu et sa Trinité jugent de cela. Tout le monde lutte pour cela. Mais nous sommes dans notre droit, Et c'est ce droit qu'Il nous accorde. |

| 12. Mê dann hundert tûsent wunder hie in disem lande sint, dâ von ich niht mê besunder kan gesagen als ein kint, wan ein teil von unser ê. swem des niht genúoge, der gê zúo den júden, die ságent im mê. | 12. Dans ce pays ont eu lieu Plus de cent mille miracles Que tel un enfant je ne puis vous décrire en détail. Cela fonde une partie de notre droit sur ce pays. Cependant ce n'est pas une raison suffisante Pour aller rencontrer des Juifs et leur dire plus. |

| 13. Vrowe min, durch iuwer güete nu vernemet mine clage, daz ir durch iuwer hochgemüete nicht erzuernet, waz ich sage. Vil lihte daz ein tumber man misseredet, als er wol kann. daran solt ir iuch nicht keren an. | 13. Ma Dame, par gentillesse Écoutez maintenant la prière, Que j'élève vers votre esprit Et que je vous dis l'âme en paix C'est celle d'un homme maladroit Qui ose vous parler, Et je vous prie de ne pas vous en formaliser. |

## Adaptation moderne
De nombreux artistes, essentiellement de medieval rock ont repris ce chant. Citons notamment :
- Ougenweide (album All die Weil Ich Mag, 1974)
- Corvus Corax (album Congregatio, 1991)
- Radio Tarifa (album Rumba Argelina, 1993)
- Qntal (album Qntal II, 1995)
- Estampie (album Crusaders, 1996)
- Freiburger Spielleyt (album O Fortuna, 1997)
- In Extremo (album Weckt die Toten !, 1998)
- Mediaeval Baebes (album Undrentide, 2000)
- Mägo de Oz (album Finisterra, 2000)
- Unto Ashes (I Cover You With Blood, 2003)
- Omnia (dans « Teutates, » album PaganFolk, 2006)
- Luc Arbogast (album Hortus Dei, 2006)
- Tinnitus Brachialis (album Es wird Zeit…), 2010
- Annwn (album Orbis Alia) 2007